# Еберардо Вільялобос
Еберардо Вільялобос Шад (ісп. Eberardo Villalobos Schad, 1 квітня 1908 — 26 червня 1964) — чилійський футболіст, що грав на позиції нападника.
Виступав за клуб «Рейнджерс» (Талька), а також національну збірну Чилі.

## Клубна кар'єра
Виступав за «Рейнджерс» (Талька), кольори якого захищав протягом усієї своєї кар'єри гравця. 
Помер 26 червня 1964 року на 57-му році життя.
| Дата          | Місто        | Господарі | Результат | Гості   | Турнір             | Голи | Примітки |
| ------------- | ------------ | --------- | --------- | ------- | ------------------ | ---- | -------- |
| 16 липня 1930 | Монтевідео   | Чилі      | 3 – 0     | Мексика | ЧС 1930 - 1-й етап | -    |          |
| 19 липня 1930 | Буенос-Айрес | Чилі      | 1 – 0     | Франція | ЧС 1930 - 1-й етап | -    |          |
| 22 липня 1930 | Авельянеда   | Аргентина | 3 – 1     | Чилі    | ЧС 1930 - 1-й етап | -    |          |
| Усього        |              | Матчів    | 3         |         | Голів              | 0    |          |